# Pelalawan
Pelalawan is een regentschap in de provincie Riau, op het eiland Sumatra, Indonesië. Het regentschap heeft een oppervlakte van 12.490 km² en heeft 214.485 inwoners. De hoofdstad van het regentschap is Pangkalan Kerinci.
Het regentschap grenst in het noorden aan het regentschap Siak, in het oosten aan het regentschap Bintan (provincie Riouwarchipel), in het zuiden aan de regentschappen Indragiri Hulu en  Indragiri Hilir en in het westen aan de stad Pekanbaru en het regentschap Kampar.
Het regentschap heeft een aantal eilanden voor de kust liggen, waarvan de grootste Pulau Mendul, Pulau Serapung, Pulau Lebuh en Pulau Muda zijn.
Pelalawan is onderverdeeld in 10 onderdistricten (kecamatan):
- Bunut
- Kerumutan
- Kuala Kampar
- Langgam
- Pangkalan Kerinci
- Pangkalan Kuras
- Pangkalan Lesung
- Pelalawan (onderdistrict)
- Teluk Meranti
- Ukui